# 让-伊夫·勒德里昂
讓·伊夫·勒德里安（法語：Jean-Yves Le Drian，法語發音：[ʒɑ̃ iv lə dʁijɑ̃]；1947年6月30日—），法国政治人物，前任外交部長。

## 生平
1947年生于莫尔比昂省洛里昂。2012年5月16日至2017年5月10日，担任法国国防部长。2017年5月17日至2022年5月19日期間，担任法国欧洲与外交部部长。

## 荣誉

### 外国勋章奖章
- 旭日大绶章（日本，2019年11月3日公布[1]，2022年12月7日于东京颁发[2]）